# Pollenia papua
Pollenia papua este o specie de muște din genul Pollenia, familia Calliphoridae, descrisă de Kurashashi în anul 1987. Conform Catalogue of Life specia Pollenia papua nu are subspecii cunoscute.